# Edinburský festival
Edinburgh Festival je společný název několika současně probíhajících kulturních a uměleckých festivalů, které se každoročně konají v Edinburghu v srpnu. Tyto festivaly jsou pořádány několika na sobě nezávislými organizacemi.

## Historie
Edinburgh Festival je největší světovou kulturní událostí, s tradicí od roku 1947, kdy vznikl Edinburgh International Festival (EIF). V témže roce byla také založena tradice neoficiálních divadelních představení, které se později staly oficiálním Edinburgh Festival Fringe (EFF). Další kulturní a umělecké přehlídky se postupně přidávaly.

## Edinburské letní festivaly
- Edinburgh International Festival (1947) – klasické i současné divadlo, opera, hudba tanec, vizuální umění, přednášky a semináře
- Edinburgh Fringe (1947) – divadlo, komedie, hudba, muzikál, tanec, dětská představení (nyní největší ze všech festivalů v Edinburghu)
- Edinburgh International Film Festival (1947) – původně srpnový filmový festival, od roku 2008 pořádaný v červnu
- Edinburgh Military Tattoo (1950) – přehlídka vojenských kapel
- Edinburgh Jazz and Blues Festival (1978) – hudební festival (jazz a blues)
- Edinburgh International Book Festival (1983) – mezinárodní knižní výstava
- Edinburgh Mela (1995) — festival městských komunit z jižní Asie
- Edinburgh International Internet Festival (1999)
- Edinburgh People's Festival (2002, s kořeny z let 1951–1954)
- Edinburgh Interactive Festival (2003)
- Edinburgh Art Festival (2004)
- Edinburgh Annuale (2004) – současné umění
- Free Edinburgh Fringe Festival (2004) – představení zdarma (je součástí Edinburgh Fringe)
- Festival of Politics (2005)
- Festival of Spirituality and Peace (2005)
- iFest (2007) – festival a konference o Internetu
- Edinburgh Comedy Festival (2008)
- West Port Book Festival (2008) – secondhandový knižní festival
- Edinburgh Book Fringe
- Islam Festival Edinburgh
- Edinburgh Swing Festival
- Edinburgh Harvest Festival
- Edinburgh International Television Festival (1976)